# IDOLY PRIDE
Idoly Pride (estilizado como IDOLY PRIDE) es un proyecto multimedia japonés con el tema de ídol creado por las subsidiarias de CyberAgent ( QualiArts, Straight Edge, y Music Ray'n )
Anunciado por primera vez el 27 de noviembre del 2019 con diseños de personajes por QP:flapper y Kinoshita Sumie la serie ha sido adaptada a dos series de manga y una serie de anime televisiva por CAAnimation y Lerche que se emitió de enero a marzo del 2021.

## Argumento
La pequeña compañía de entretenimiento Hoshimi Productions basada en la ciudad de Hoshimi respalda a una de las estrellas en ascenso de la industria de las Idols : Mana Nagase hasta que se ve involucrada en un accidente de tráfico en su camino hacia la gran final del Venus Grand Prix, devastando a las personas cercanas a ella e inspirando algunas otras para probar el camino de convertirse en una idol.
Unos cuantos años más tarde, Hoshimi Productions abre convocatorias para encontrar a nuevas promesas Idols así Kotono Nagase , la hermana menor de Mana aparece en escena junto a Sakura Kawasaki una chica con una voz idéntica a Mana. Empezando con este dúo más tarde se le unen otras aspirantes Idols para llegar a ser un total de 10 chicas que se dividen en 2 grupos : Sunny Peace y Tsuki no Tempest comenzando a vivir todas en un dormitorio.
La historia también presenta a TRINITYAiLE, quiénes buscan superar la leyenda de Mana Nagase, además de LizNoir, quiénes tienen una rivalidad extraordinaria con Mana. Manteniéndose juntas y compitiendo con el orgullo en sus corazones,  apuntan a ser las mejores y alcanzar las emociones de rivalidad que rodean Mana y las demás Idols

## Personajes

### Hoshimi Producción
Hoshimi Production (星見プロダクション?) es una pequeña agencia de talentos concentrada en Idols localizada un los suburbios de Kanto, dirigidos por Shinji Saegusa.
Mana Nagase (長瀬 麻奈 Nagase Mana?)
 Seiyū: Sayaka Kanda
Mana era una estudiante de instituto quien instantáneamente se volvió popular al momento de sus debut como Idol solista. Ella pregunta personalmente a su compañero de clase , Kōhei Makino que sea su agente en Hoshimi Productions por qué según "se sentaba al lado de ella". Muere en un accidente de tránsito cuando se dirija a la gran final del Venus Grand Prix dejando un vacío para todas las personas involucradas con ella. Más tarde se aparece delante de Kōhei como fantasma.
Kōhei Makino (牧野 航平 Makino Kōhei?)
 Seiyū: Haruki Ishiya
Compañero de clases de Mana y más tarde agente de ella en Hoshimi Production, es un tipo de persona que no puede decir no a un favor.El cuida de las chicas de la productora junto al espíritu de Mana.

Shinji Saegusa (三枝 信司 Saegusa Shinji?)
 Seiyū: Rikiya Koyama
El presidente de Hoshimi Production.El trabajo para Van Production que es una gran empresa de entretenimiento pero decidió dejarla para fundar su propia agencia de talento. Él fue el que en principio reclutó a Mana y luego a Kōhei como su agente a petición de ella.

### Ídols
Las diez chicas de Hoshimi Productions más tarde se dividen en dos unidades: Moon Tempest (月のテンペスト?) y Sunny Peace (サニーピース?). Juntas son sencillamente referidas como Hoshimi Production.
Kotono Nagase (長瀬 琴乃 Nagase Kotono?)
 Seiyū: Mirai Tachibana
Kotono es la hermana menor de Mana que decidió convertirse en Idol para vivir el sueño frustrado de su hermana. Es una persona estoica y seria que tiene el rol de líder en el grupo moon Tempest. Kotono inicialmente estaba contra la idea que Mana se convirtiera en Idol ya que hubo menos tiempo para que pasaran juntas una vez que Mana empezó su carrera. Kotono es una estudiante de segundo año del Instituto Privado Hoshimi
Sakura Kawasaki (川咲 さくら Kawasaki Sakura?)
 Seiyū: Mai Sugano
Una chica brillante quién decidió tomar la audición de Hoshimi porque "su corazón la guío."   Es dicho que la voz de Sakura cuando canta es similar a la de Mana siendo una sorpresa para ella también. Tiene una condición en su corazón y se revela que Mana fue el donador del corazón que necesitaba. Es líder de la unidad Sunny Peace siendo una estudiante de segundo año del Instituto Público Mitsugasaki.
Rei Ichinose (一ノ瀬 怜 Ichinose Rei?)
 Seiyū: Moeko Yūki
Una estudiante de tercer año del Instituto Privado de Chicas Reiba , es buena en el baile incluso ganando el primer lugar en un campeonato de  danza japonesa. Criada en una familia estricta, sus padres no le permiten ser una bailarina. Es una miembro  de Sunny Peace.
Nagisa Ibuki (伊吹 渚 Ibuki Nagisa?)
 Seiyū: Kokona Natsume
Una estudiante de segundo año del Instituto Privado Hoshimi y compañera de clases de Kotono y decidió convertirse en Idol porque "Kotono se divierte hablando de eso". Es un miembro  de Tsuki no Tempest.
Haruko Saeki (佐伯 遙子 Saeki Haruko?)
 Seiyū: Nao Sasaki
La integrante con mayor edad en el grupo con 20 años, Haruko ya tenía una carrera de Idol solista desde antes que Mana se inscribió en Hoshimi Production.Se graduó del Instituto Privado Hoshimi y actualmente asiste a la Universidad Privada Seiyō. Es una miembro de Sunny Peace.
Saki Shiraishi (白石 沙季 Shiraishi Saki?)
 Seiyū: Koharu Miyazawa
Saki es una estudiante del tercer año del Instituto Público Mitsugasaki además de ser la presidenta del consejo estudiantil y está considerada una estudiante de honor. Siempre ha admirado las Idols y decidió convertirse en una. Es la hermana mayor de Chisa Shiraishi así como miembro de Tsuki no Tempest.
Chisa Shiraishi (白石 千紗 Shiraishi Chisa?)
 Seiyū: Kanon Takao
La hermana menor de Saki Shiraishi,  es una estudiante del primer año en el Instituto Público Mitsugasaki. Se convierte en una Idol por qué quiere serlo junto a su hermana pero se separa de Saki convirtiéndose en miembro de Sunny Peace empezando aprender dejar de depender demasiado de su hermana mayor.
Suzu Narumiya (成宮 すず Narumiya Suzu?)
 Seiyū: Kanata Aikawa
Una estudiante del tercer año en el Instituto Privado de Chicas Reiba que desde la escuela media admira mucho a Mana , refiriendo a ella como "Mana-sama". Suzu proviene de una familia rica llegando a Hoshimi Production para huir de cierto problema. Es una miembro de Tsuki no Tempest.
Mei Hayasaka (早坂 芽衣 Hayasaka Mei?)
 Seiyū: Moka Hinata
Una estudiante de primer año del Instituto Privado Hoshimi, Mei es una chica que fue personalmente reclutada por Kōhei para aliviar la tensión en los miembros del grupo inicial. actualmente la única persona además de Kōhei que puede ver a Mana como fantasma. Es una miembro de Tsuki no Tempest.
Shizuku Hyōdō (兵藤 雫 Hyōdō Shizuku?)
 Seiyū: Yukina Shutō
Una Idol otaku, Shizuku es una estudiante de primer año del Instituto Público Mitsugasaki. Es generalmente tranquila y prefiere mantener su boca cerrada, pero inicia  hablar mucho siempre que el tema de conversación sean sobre Idols. Es una miembro de Sunny Peace.

### Van Production
Una compañía de entretenimiento enfocada en Idols , siendo Saegusa un antiguo empleado de dicha compañía.
Kyoichi Asakura (朝倉 恭一 Asakura Kyoichi?)
Voz por: Shō Hayami
El presidente de Van Production. A pesar de que es tranquilo y sin emociones , siempre se mantiene pendiente de los grupos de ídols que crea.
Kiriko Himeno (姬野 霧子 Himeno Kiriko?)
Voz por: Rie Tanaka
Agente director responsable de LizNoir en Van Production.

#### TRINITYAiLE
Las actrices de voz de TRINITYAiLE son los actuales miembros del grupo Trysail.
Rui Tendō (天動 瑠依 Tendō Rui?)
Seiyū : Sora Amamiya
Es el centro de TRINITYAiLE siendo sobresaliente en canto y danza con una auténtica habilidad respaldada por su constante esfuerzo.Está revelado que Asakura es su padre biológico quién parece ser inconsciente de este hecho.
Yū Suzumura (鈴村 優 Suzumura Yū?)
Seiyū : Momo Asakura
Una chica brillante que habla con un  acento de Kyoto, queda fascinada por el esfuerzo de Rui en las prácticas y siempre termina actuando teniendo en consideración a Rui.
Sumire Okuyama (奥山 すみれ Okuyama Sumire?)
Seiyū :  Shiina Natsukawa
Una antigua niña actriz que se convirtió en Idol procedente de Yamagata es una chica alegre que muestra una sonrisa incluso en situaciones difíciles y si está relajada puede surgir un acento de su lugar natal.

#### LizNoir
Las actrices de voz de LizNoir son los miembros del grupo Sphere. En el anime, los miembros de LizNoir constan de únicamente Rio y Aoi, más tarde Ai y Kokoro sólo son añadidas al grupo en el último episodio.
Rio Kanzaki (神崎 莉央 Kanzaki Rio?)
Seiyū : Haruka Tomatsu
Centro de LizNoir con un estilo agresivo y codicioso para ganar ve a Mana Nagase como un rival a quien derrotar, con una determinación más fuerte que nadie apunta a ser el pináculo de la industria Idol.
Aoi Igawa (井川 葵 Igawa Aoi?)
Seiyū : Ayahi Takagaki
Con pequeños altibajos emocionales y un poco sombría tiende a expresar directamente sus pensamientos.Fue la que en su momento comprendió mejor a Rio en su dilema personal antes de su debut.
Ai Komiyama (小美山 愛 Komiyama Ai?)
Seiyū : Minako Kotobuki
Es el centro de humor de LizNoir y le encanta hacer sonreír a las personas , tiene sólidas habilidades pero suele equivocarse cuando es crucial además de ser ingenua y caer fácilmente en las bromas de Kokoro.
Kokoro Akazaki (赤崎 こころ Akazaki Kokoro?)
Seiyū : Aki Toyosaki
Es amable pero ocasionalmente infunde palabras sarcásticas que pasan inadvertidas por su habla.Tiene una relación de amistad mutua con Ai pero debido a su naturaleza traviesa le juega mucha bromas.

#### IIIX
Personajes que solo aparecen en el juego.
Estrellas que aparecieron de repente en la escena de las Idols , tres miembros que gozan de un reconocimiento abrumador individualmente forman un grupo de ensueño y toman el escenario rápidamente. Con una música poderosa y un carisma que las distingue del resto llegan a liderar el mundo de las Idols.
fran (?)
Seiyū : Lynn
Una genio con un estilo y carisma sobresaliente , ex top model que ha participado en la Colección de París y centro de IIIX se ha ganado un público de todas las edades pero por alguna razón está obsesionada con el dinero.
kana (?)
Seiyū : Aimi Tanaka
Una Idol que tiende a tener una habla feroz con un estilo excepcional procede de un entorno de modelaje y ha sido portada de diversas revistas desde pequeña lo que ha valido para gozar de un gran apoyo entre la juventud estudiantil teniendo un gran deseo de aprobación y millones de seguidores en redes sociales.
miho (?)
Seiyū : Rie Murakawa
Una Idol teórica que hace uso de su ambiciosa experiencia y conocimientos para trabajar duro en sus actividades teniendo un pasado ganando el 13.º Venus Grand Prix y como miembro de un popular dúo de Idols que se disolvió repentinamente a punto de llegar al BIG4.Es la racional del grupo y en general es amable pero también sale a relucir su lado vengativo.

## Medios
Una serie de manga por Hiroki Haruse, titulado IDOLY PRIDE Stage of Asterism, empezó su serialización en el sitio web de Kadokawa  Cómic Newtype el 10 de junio del 2020. Una segunda serie manga por Yuriko Asami, titulado IDOLY PRIDE Beginning of Lodestar, empezó su serialización a través de los sitios webs de  ComicWalker y Niconico el 30 de octubre de 2020.

#### IDOLY PRIDE Beginning of Lodestar
| N.º | Título       | Fecha de lanzamiento | ISBN original     |
| --- | ------------ | -------------------- | ----------------- |
| 1   | «sin título» | 27 de enero de 2021  | 978-4-04-913629-6 |
| 2   | «sin título» | 10 de junio de 2021  | 978-4-04-913693-7 |

#### IDOLY PRIDE Stage of Asterism
| N.º | Título                  | Fecha de lanzamiento | ISBN original     |
| --- | ----------------------- | -------------------- | ----------------- |
| 1   | «Pride and Destination» | 15 de enero de 2021  | 978-4-04-111036-2 |
| 2   | «Pride and Destination» | 2 de abril de 2021   | 978-4-04-111117-8 |
| 3   | «Pride and Reunion»     | 8 de enero de 2022   | 978-4-04-112109-2 |

### Anime
Una serie anime televisiva fue anunciada en diciembre de 2019. Es el primer anime producido por CAAnimation una subsidiaria creada por CyberAgent para producir el anime original. Lerche también tiene créditos de producción. La serie estuvo dirigida por Yū Kinome y escrito por Tatsuya Takahashi, con diseños de personajes por Sumie Kinoshita basados en los proporcionados por QP:flapper. Se emitió entre el 10 de enero al 28 de marzo de 2021 por Tokyo MX y otros canales. La canción de tema de apertura es "IDOLY PRIDE", mientras la canción de tema del final es "The Sun, Moon and Stars", ambos interpretados por Hoshimi Production. Funimation obtuvo la licencia de la serie mediante streaming en su sitio web en América del Norte, Gran Bretaña e Irlanda, en Europa continental a través de Wakanim, y en Australia y Nueva Zelanda a través de AnimeLab.
| N.º | Título                                                                                                | Fecha de emisión      | Canción de cierre                |
| --- | --- | --------------------- | -------------------------------- |
| 1   | Desde el primer paso Kono Ippo Kara (この一歩から)                                                    | 10 de enero de 2021   | The Sun, Moon and Stars.         |
| 2   | La razón por la que estamos aquí Koko ni Tatsu Sono Riyū (ここに立つその理由)                         | 17 de enero de 2021   | The Sun, Moon and Stars.         |
| 3   | Todos buscan una respuesta Dare mo ga Kotae o Sagashiteru (誰もが答えを探してる)                      | 24 de enero de 2021   | The Last Chance (Rio & Aoi ver.) |
| 4   | Sube el volumen una vez más Motto Motto Boryūmu o Agete (もっともっとボリュームを上げて)              | 31 de enero de 2021   | réaliser                         |
| 5   | Luces separadas por un mismo sentimiento Betsu no Hikari Onaji Kimochi (別の光 同じ気持ち)            | 7 de febrero de 2021  | The Sun, Moon and Stars.         |
| 6   | Un escenario insustituible Kakegae no Nai Sutēji o (かけがえのないステージを)                         | 14 de febrero de 2021 | The Sun, Moon and Stars.         |
| 7   | Shining Smile "-" (-)                                                                                 | 21 de febrero de 2021 | Shining Days                     |
| 8   | Puedes quedarte como ti mismo Kimi wa Kimi no Mama de Ii (君は君のままでいい)                         | 28 de febrero de 2021 | Daytime Moon                     |
| 9   | Abraza el coraje que has recibido Moratta Yūki o Dakishimete (もらった勇気を抱きしめて)               | 7 de marzo de 2021    | song for you (Sakura ver.)       |
| 10  | Un lugar que no puede alcanzar solo Jibun Dake ja Tadoritsukenai Basho (自分だけじゃ辿り着けない場所) | 14 de marzo de 2021   | réaliser                         |
| 11  | Quema el sonido de la vida Inochi no Oto Moyashite (命の音燃やして)                                   | 21 de marzo de 2021   | The Last Chance (Rio & Aoi ver.) |
| 12  | La historia que precede al adiós Sayonara Kara Hajimaru Monogatari (サヨナラから始まる物語)           | 28 de marzo de 2021   | Pray for you                     |